# Борис Вячеславич
Бори́с Вячесла́вич (ок. 1054 — 3 октября 1078, Нежатина Нива) — князь Черниговский в 1077, тмутараканский с 1077, по всей видимости, сын смоленского князя Вячеслава Ярославича (возможно, от дочери графа Леопольда Штаденского Оды).

## Биография
Династический брак его родителей, вероятнее всего, был заключен ещё при жизни Ярослава Мудрого, который и других своих детей женил на представителях иностранных династий. В союзе с двоюродным братом Олегом боролся против своего дяди Изяслава Ярославича.
Отец Бориса, князь Вячеслав, умер в Смоленске через несколько лет после рождения сына. Сведения о детстве Бориса противоречивы. Согласно Татищеву, юный князь получил в управление городок Вщиж, однако достоверность этой информации вызывает вопросы.
Согласно штаденской хронике, после смерти своего русского мужа графиня Ода Штаденская вернулась в Германию, где затем вновь вступила в брак. При этом она увезла с собой значительную часть денег покойного супруга, которые позднее помогли её сыну поучаствовать в борьбе за власть на Руси. Н. М. Карамзин отождествлял мужа Оды с Вячеславом, а её сына — с Борисом. В хронике, однако, имя сына графини Оды — Вартеслав (западнославянское Warteslaw, что соответствует древнерусскому Воротиславъ), а имя её мужа не упоминается вовсе. В настоящее время муж Оды большинством историков идентифицируется как Святослав Ярославич, и в таком случае её сын — это Ярослав Святославич, который был, судя по миниатюре в Изборнике 1073 года, самым младшим из детей этого князя, рожденный от второго брака, гораздо позже других появляющийся на страницах летописи.
В русских источниках Борис Вячеславич впервые упоминается в 1077 году, когда он неожиданно появился в Чернигове, но вскоре оставил город и бежал в Тмутаракань к князю Роману Святославичу. Вскоре к мятежным князьям присоединился брат Романа, князь Олег Святославич. После его прибытия соправители Тмутаракани наняли половецкие войска и с их помощью нанесли 25 августа 1078 года на реке Сожице поражение дяде князю Всеволоду Ярославичу, вновь заняв Чернигов. Всеволод обращается за помощью к старшему брату, великому князю киевскому Изяславу, их объединенная армия встретилась с тмутараканскими войсками на Нежатиной Ниве 3 октября 1078 года. В ходе сражения Борис Вячеславич был убит, а его союзники разбиты.

## В «Слове о полку Игореве»
Бориса же Вячеславича жажда славы на смерть привела и на Канине зеленую паполому постлала ему за обиду Олега, храброго и молодого князя.